# New Salem Covered Bridge
 (avril 2022).
Pour les articles homonymes, voir Salem.
Le New Salem Covered Bridge était un pont couvert américain dans le comté de Banks, en Géorgie. Construit en 1915, ce pont routier est inscrit au Registre national des lieux historiques le 10 juin 1975 avant de s'effondrer au printemps 1984.